# Classe Almirante Brown
La Classe Almirante Brown ou est une série de destroyers commandée par la Marine argentine.
C'est la variante type MEKO 360H2 développée par le chantier naval de Hambourg Blohm & Voss Hambourg de la firme allemande ThyssenKrupp Marine Systems conceptrice des navires de guerre de type MEKO.

## Conception
La classe Almirante Brown est basée sur de type MEKO 360 développée pour plusieurs marines.
Elle a été conçue et construite sur un système modulaire qui permet l'évolution technologique des armes et des systèmes électroniques, sans affecter le fonctionnement du navire.

## Histoire
La construction de ces navires a été autorisée par un programme naval gouvernemental du 28 mars 1974 ayant pour but le remplacement progressif des anciens destroyers issus de la Seconde Guerre mondiale.
Les quatre unités lancées en 1983 et 1984 forment la 2e division de destroyers et actuellement la Division de destroyers.

## Service
Les missions de cette classe de destroyers sont multiples :
- surveillance marine de la Zone économique exclusive
- participation aux divers exercices navals de la marine argentine
- participation à des opérations combinées avec d'autres marines

## Les bâtiments
| Pennant number | Nom                 | Lancement         | Service effectif | Chantier naval        | Fin de carrière         | Photo |
| -------------- | ------------------- | ----------------- | ---------------- | --------------------- | ----------------------- | ----- |
| D-10           | ARA Almirante Brown | 28 mars 1981      | 21 mars 1983     | Blohm & Voss Hambourg | Argentine - en activité |       |
| D-11           | ARA La Argentina    | 25 septembre 1981 | 4 août 1983      | Blohm & Voss Hambourg | Argentine - en activité |       |
| D-12           | ARA Heroina         | 17 février 1982   | 21 décembre 1984 | Blohm & Voss Hambourg | Argentine - en activité |       |
| D-13           | ARA Sarandi         | 21 août 1982      | 21 juin 1984     | Blohm & Voss Hambourg | Argentine - en activité |       |